# Labour Leader
El Labour Leader fue un periódico socialista británico publicado durante cerca de cien años. Posteriormente fue renombrado New Leader y Socialist Leader, antes de retomar el nombre de Labour Leader nuevamente.

## Historia

### sigloXIX
Los orígenes del periódico residen en The Miner, un periódico mensual fundado por Keir Hardie en 1887. Su propósito principal era defender la federación sindical de los mineros escoceses. El primer número contenía un influyente programa para el laborismo, escrito por Hardie y Chisholm Robertson, que marcó el giro de Hardie del apoyo al Partido Liberal a abogar por candidaturas laboristas independientes. El periódico fue utilizado como plataforma de Hardie en la elección parcial de Mid Lanarkshire en 1888, tras la que Hardie se convirtió en fundador del Partido Laborista Escocés y relanzó The Miner como Labour Leader.
En 1893 el Partido Laborista Escocés se afilió al Partido Laborista Independiente (ILP). Hardie fue elegido su primer líder y comenzó a utilizar el Labour Leader como foro para el desarrollo de la política del nuevo partido. En 1894 sería capaz de incrementar la periodicidad del periódico de mensual a semanal.

### sigloXX
Hardie continuó publicando y editando el Labour Leader hasta 1904, cuando lo vendió al ILP, en medio de cierta controversia sobre la recompensa apropiada que debía dársele. El ILP nombró a John Bruce Glasier como sustituto de Hardie en la edición en enero de 1905. Glasier fue capaz de aumentar las ventas de 13.000 al inicio de su mandato hasta las 43.000 en 1908, pero también se ganó las críticas de algunos miembros del ILP por apoyar constantemente todas las acciones de la dirección del partido. Cesaría de su puesto en abril de 1909.
En 1909 los miembros del partido fueron animados a escribir para el Labour Leader antes que para publicaciones rivales. Por ejemplo, la columna parlamentaria de Frederick William Jowett fue transferida desde The Clarion.
A lo largo de este periodo el periódico fue conocido por sus reportajes de investigación y periodismo de alta calidad. Tan pronto como en 1899 una investigación dirigida por Hardie había expuesto de manera sensacionalista las pobres condiciones en la industria química de Overtoun mientras en 1913 y 1914, Walton Newbold trabajó en un extenso artículo desvelando los intereses de la industria bélica.

### Primera Guerra Mundial
En 1912 el cargo de editor pasó a manos de Fenner Brockway, que impuso una política de estridente pacifismo, oponiéndose a la Primera Guerra Mundial con titulares como «La guerra debe ser parada» y «Abajo la guerra». En 1915 las oficinas del periódico fueron asaltadas por la policía y Brockway fue imputado por publicar material sedicioso. Brockway ganó el caso, pero afirmó que «¡si no fuésemos peligrosos para el Gobierno estaríamos fracasando en nuestro deber!» Sin embargo, su trabajo en la organización pacifista No-Conscription Fellowship llevó a su reiterado encarcelamiento y en 1916 no estaba en condiciones de continuar como editor. Katherine Glasier asumió el cargo. En 1917 el Gobierno prohibió la exportación del Labour Leader fuera del Reino Unido. En 1918, Glasier había logrado incrementar la circulación hasta las 62.000 copias, pero entró en un progresivo desacuerdo con el destacado columnista Philip Snowden. Su oposición a la Revolución de Octubre se encontró con la resistencia verbal de Glasier y ante la disputa resultante las ventas cayeron. El estrés de la pelea puede que contribuyese a su crisis nerviosa.

### Periodo de entreguerras
Después de que Glasier dimitiese de su responsabilidad en el periódico, Clifford Allen, entonces tesorero del ILP, decidió que era necesario un nuevo planteamiento. El periódico fue renombrado New Leader y H. N. Brailsford fue nombrado editor. Alarmado por la reputación izquierdista de Brailsford, Ramsay MacDonald se aseguró de que Mary Hamilton fuese nombrada como su adjunta más moderada, aunque abandonó pronto el puesto. Brailsford patrocinó artículos sobre temas culturales junto a una mayor proporción de textos teóricos, contribuyendo con numerosos artículos a la propuesta de un programa por un salario decente. Brailsford también tuvo la habilidad para conseguir algunos notables colaboradores para el New Leader, como H. G. Wells, George Bernard Shaw, Bertrand Russell, Hugh Dalton, Norman Angell y C. E. M. Joad. E. M. Foster y Henry Nevinson contribuyeron con reseñas de libros para el New Leader, mientras Julian Huxley escribió artículos científicos. La publicación añadió además una sección de literatura, con poemas de Frances Cornford y relatos de T. F. Powys. Entre los ilustradores del New Leader estuvieron Jack B. Yeats, Muirhead Bone, Käthe Kollwitz y Clare Leighton.
En 1926 la circulación había disminuido y Brailsford había perdido el favor de la dirección del ILP. Brockway regresó al timón, apoyando el llamamiento de James Maxton a que el ILP defendiese un «socialismo de nuestra época».
En 1929 Brockway fue elegido diputado por Leyton Este y abandonó el periódico. Sería reemplazado por John Paton. Paton también era partidario de la política de salarios dignos, pero daba solo un apoyo reacio a la idea de que el ILP debía escindirse del Partido Laborista.
Fuera del Parlamento de nuevo en 1931, Brockway regresó al puesto de editor, permaneciendo en el mismo hasta 1946, cuando abandonó el ILP y volvió al Partido Laborista.
El 11 de marzo de 1938, el periódico publicó un editorial (titulado «¡Stop Stalin!») exigiendo a Iósif Stalin detener los Juicios de Moscú.
El ensayo de George Orwell Why I Joined the Independent Labour Party fue publicado en New Leader el 28 de junio de 1938.

### Tras la Segunda Guerra Mundial
Afrontando un serio declive al pasarse al Partido Laborista muchos de sus activistas, el ILP relanzó el periódico con el nombre de Socialist Leader en 1946, con Douglas Rogers como editor. F. A. Ridley y George Stone fueron nombrados coeditores en 1947, aunque Ridley abandonó el puesto al año siguiente, pese a continuar escribiendo con regularidad para el periódico. Stone promovió una política de «Tercer campo», oponiéndose tanto al capitalismo como a la Unión Soviética. El ILP continuó su declive, aunque mantuvo su capacidad de publicar un periódico semanal. Un político conservador, Cyril Wilson Black, denunció con éxito al periódico por libelo después de que le describiese como racista.
En 1975 el ILP decidió disolverse en el Partido Laborista, renombrando su periódico Labour Leader de nuevo y retrocediendo su periodicidad a mensual. Relanzado con la pretensión de ser el «Mensual Independiente del Laborismo» fue publicado por Publicaciones Laboristas Independientes hasta 1986.

## Editores
1888: Keir Hardie
1905: John Bruce Glasier
1909: J. T. Mills
1912: Fenner Brockway
1916: Katherine Glasier
1922: H. N. Brailsford
1926: Fenner Brockway
1929: Ernest E. Hunter
1930: John Paton
1931: Fenner Brockway
1946: Douglas Rogers
1947: Frank Ridley y George Stone
1948: George Stone
1960: Wilfred Wigham
1963: Jack Ellis
1964: Douglas Kepper
1966: John Downing
1970: Robin Jenkins
1970s: Alistair Graham